# Mistrzostwa Polski w kolarstwie przełajowym

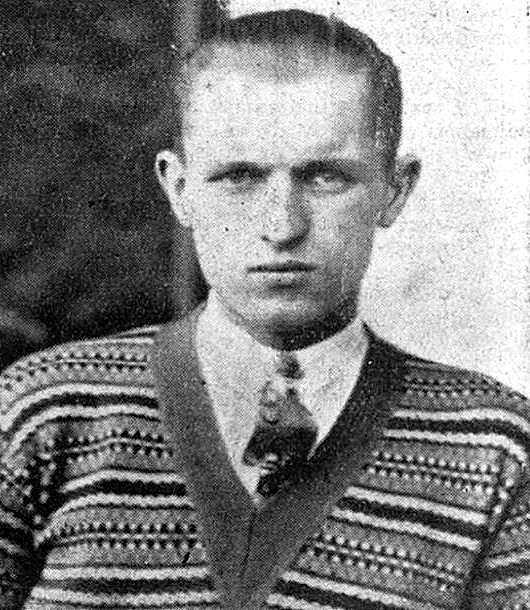
Jan Głowacki – pierwszy triumfator z 1928

Mistrzostwa Polski w kolarstwie przełajowym – najważniejsze zawody krajowe w kolarstwie przełajowym. Organizowane są przez Polski Związek Kolarski. Pierwsze mistrzostwa Polski odbyły się w 1928 roku.

## Medaliści Mistrzostw Polski w kolarstwie przełajowym

### Kobiety (elita)
| Lp. | Rok  | Miejsce                 | 1 miejsce                                              | 2 miejsce                                                     | 3 miejsce                                                     |
| --- | ---- | ----------------------- | ------------------------------------------------------ | ------------------------------------------------------------- | ------------------------------------------------------------- |
|     | 1998 | Ełk                     | Beata Sałapa (Śnieżka Karpacz)                         | Agnieszka Pytel (Optex Opoczno)                               | Magdalena Sadłecka (Optex Opoczno)                            |
|     | 1999 | Złoty Potok             |                                                        |                                                               |                                                               |
|     | 2000 | Piła                    | Sylwia Juszczak (Optex Opoczno)                        | Dorota Warczyk (Optex Opoczno)                                | Aleksandra Zabrocka (Baszta Bytów)                            |
|     | 2001 | Zielona Góra            | Aleksandra Zabrocka (Baszta Bytów)                     | Marzena Wasiuk (Dystans Ełk)                                  | Monika Wasiuk (Dystans Ełk)                                   |
|     | 2002 | Słubice                 | Dorota Warczyk (Start Tomaszów Mazowiecki)             | Aleksandra Zabrocka (Baszta Bytów)                            | Beata Wróbel (Optex Opoczno)                                  |
|     | 2003 | Złoty Potok             | Aleksandra Zabrocka (Baszta Bytów)                     | Marlena Pyrgies (Trasa Hot Bis Oh! Zielona Góra)              | Dorota Warczyk (LKK Start Tomaszów Mazowiecki)                |
|     | 2004 | Strzelce Krajeńskie     | Marlena Pyrgies (Jura Częstochowa)                     | Magdalena Pyrgies (Jura Częstochowa)                          | Aleksandra Zabrocka (Baszta Bytów)                            |
|     | 2005 | Ełk                     | Marlena Pyrgies (GK Sosnowiec)                         |                                                               |                                                               |
|     | 2006 | Słubice                 | Magdalena Pyrgies (GK Sosnowiec)                       | Dorota Warczyk (LKK Start Tomaszów Mazowiecki)                | Marzena Wasiuk (LKK Prim Ełk)                                 |
|     | 2007 | Kozienice               | Magdalena Pyrgies (GK Sosnowiec)                       | Marlena Pyrgies (GK Sosnowiec)                                | Dorota Warczyk (LKK Start Tomaszów Mazowiecki)                |
|     | 2008 | Złoty Potok             | Marzena Wasiuk (Primus Łódź)                           | Dorota Warczyk (LKK Start Tomaszów Mazowiecki)                | Katarzyna Barczyk (Primus Łódź)                               |
|     | 2009 | Górzyca                 | Kinga Mudyń (Baszta Kartel Bytów)                      | Dorota Warczyk (LKK Start Tomaszów Mazowiecki)                | Marzena Wasiuk (Primus Łódź)                                  |
|     | 2010 | Szczekociny             | Marzena Wasiuk (LUKK Prim Szyłak Karmelek Ełk)         | Dorota Warczyk (LKK Start Tomaszów Mazowiecki)                | Kinga Mudyń (Baszta Kartel Bytów)                             |
|     | 2011 | Gościęcin               | Dorota Warczyk (LKK Start Tomaszów Mazowiecki)         | Marzena Wasiuk (LUKK Prim Szyłak Karmelek Ełk)                | Magdalena Pyrgies (GK Merida Gliwice)                         |
|     | 2012 | Ełk                     | Olga Wasiuk (LUKK Prim Szyłak Karmelek Ełk)            | Magdalena Hałajczak (Corratec Team)                           | Magdalena Pyrgies (GS Gliwice Merida)                         |
|     | 2013 | Koziegłowy              | Magdalena Pyrgies (GS Gliwice Merida)                  | Paula Gorycka (4F e-vive)                                     | Magdalena Hałajczak (Corratec Team)                           |
|     | 2014 | Bieganów                | Paula Gorycka (4F e-vive)                              | Martyna Klekot (BDC Częstochowa)                              | Magdalena Hałajczak (Corratec Team Poznań)                    |
|     | 2015 | Bytów                   | Olga Wasiuk (LKS Błękitni Paula-Trans Koziegłowy)      | Paula Gorycka (4F Racing Team)                                | Martyna Klekot (BDC Unipol Częstochowa)                       |
|     | 2016 | Lublin                  | Olga Wasiuk (LKS Błękitni Paula-Trans Koziegłowy)      | Magdalena Hałajczak (Euro Bike Kaczmarek Electric Team)       | Marta Turoboś (LKK LUKS Sławno)                               |
|     | 2017 | Sławno                  | Magdalena Sadłecka (Euro Bike Kaczmarek Electric Team) | Katarzyna Solus-Miśkowicz (Volkswagen Samochody Użytkowe MTB) | Marta Turoboś (LKK LUKS Sławno)                               |
|     | 2018 | Koziegłowy              | Marta Turoboś (LKK LUKS Sławno)                        | Gabriela Wojtyła (Superior Zator)                             | Barbara Borowiecka (niestowarzyszona)                         |
|     | 2019 | Strzelce Krajeńskie     | Barbara Borowiecka (TKK Pacific Nestle Fitness)        | Zuzanna Krzystała (Volkswagen Samochody Użytkowe MTB)         | Karolina Cierluk (Stowarzyszenie Klub Sportowy 64-Sto Leszno) |
|     | 2020 | Szczekociny             | Zuzanna Krzystała (Volkswagen Samochody Użytkowe MTB)  | Barbara Borowiecka (AK Team Seven)                            | Gabriela Wojtyła (UKS Sokół Superior Zator)                   |
|     | 2021 | Włoszakowice            | Barbara Borowiecka (niezrzeszona)                      | Zuzanna Krzyształa (RK Exclusive Doors MTB Team)              | Antonina Białek (Warszawski Klub Kolarski)                    |
|     | 2022 | Gościęcin               | Dominika Włodarczyk (Atom Deweloper Posciellux.pl)     | Antonina Białek (Warszawski Klub Kolarski)                    | Zuzanna Krzyształa (Pho3nix Cycling Team)                     |
|     | 2023 | Zielona Góra - Drzonków | Dominika Włodarczyk (MAT Atom Deweloper Wrocław)       | Zuzanna Krzyształa (Pho3nix Cycling Team)                     | Barbara Borowiecka (niezrzeszona)                             |
|     | 2024 | Słubice                 | Zuzanna Krzyształa (Pho3nix Cycling Team)              | Barbara Borowiecka (KS 64-Sto Leszno)                         | Malwina Mul (MAT Atom Deweloper Wrocław)                      |
|     | 2025 | Władysławowo            | Antonina Białek (Warszawski Klub Kolarski)             | Malwina Mul (MAT Atom Deweloper Wrocław)                      | Zuzanna Krzyształa (Pho3nix Cycling Team)                     |

### Mężczyźni (elita)
| Lp. | Rok  | Miejsce                 | 1 miejsce                                        | 2 miejsce                                       | 3 miejsce                                               |
| --- | ---- | ----------------------- | ------------------------------------------------ | ----------------------------------------------- | ------------------------------------------------------- |
| 1.  | 1928 | Warszawa                | Jan Głowacki (AKS Warszawa)                      | Eugeniusz Michalak (Legia Warszawa)             | Zygmunt Wisznicki (AKS Warszawa)                        |
| 2.  | 1929 | Warszawa                | Eugeniusz Michalak (Legia Warszawa)              | Jan Głowacki (AKS Warszawa)                     | Ryszard Stahl (Legia Warszawa)                          |
| 3.  | 1930 | Warszawa                | Eugeniusz Michalak (Legia Warszawa)              | Jerzy Lipiński (AKS Warszawa)                   | Czesław Bryszke (WTC Warszawa)                          |
| 4.  | 1931 | Kraków                  | Władysław Motyka (KKCiM Kraków)                  | Jan Głowacki (AKS Warszawa)                     | Józef Wünsch (Legia Kraków)                             |
| 5.  | 1932 | Lwów                    | Jan Głowacki (AKS Warszawa)                      | Mieczysław Opiat (Lwowskie TKiM)                | Wiktor Dreher (RKS Lwów)                                |
| 6.  | 1933 | Częstochowa             | Eugeniusz Michalak (Legia Warszawa)              | Bolesław Łazarczyk (Victoria Częstochowa)       | Zdzisław Tuszno (Broń Radom)                            |
| 7.  | 1934 | Łódź                    | Franciszek Kiełbasa (AKS Warszawa)               | Jerzy Lipiński (Skoda Warszawa)                 | Feliks Więcek (Resursa Łódź)                            |
| 8.  | 1935 | Wawer                   | Jerzy Lipiński (Skoda Warszawa)                  | Stanisław Wrzesiński (AKS Warszawa)             | Leonard Bober (Orkan Warszawa)                          |
| 9.  | 1936 | Łódź                    | Wacław Starzyński (Fort Bema)                    | Leon Szyc (Wima Łódź)                           | Adolf Sobótko (KSZO Ostrowiec)                          |
| 10. | 1937 | Warszawa                | Bolesław Napierała (Fort Bema)                   | Jerzy Lipiński (Skoda Warszawa)                 | Jan Głowacki (Polonia Warszawa)                         |
| 11. | 1938 | Bydgoszcz               | Bolesław Napierała (Syrena Warszawa)             | Stanisław Wrzesiński (KPW Warszawa)             | Jan Borowski (Lauda Warszawa)                           |
| 12. | 1939 | Lwów                    | Bolesław Napierała (Syrena Warszawa)             | Stanisław Wrzesiński (KPW Warszawa)             | Władysław Wandor (Cracovia)                             |
| 13. | 1947 | Warszawa                | Lucjan Pietraszewski (Dziewiarski KS Łódź)       | Roman Siemiński (Elektryczność Warszawa)        | Bolesław Napierała (Sarmata Warszawa)                   |
| 14. | 1948 | Wrocław                 | Henryk Czyż (ŁKS Łódź)                           | Władysław Wandor (Legia Kraków)                 | Wacław Wójcik (Pocztowiec Warszawa)                     |
| 15. | 1950 | Polana                  | Henryk Hadasik (Unia Chorzów)                    | Wacław Wrzesiński (Kolejarz Warszawa)           | Jerzy Bek (Włókniarz Łódź)                              |
| 16. | 1953 | Warszawa                | Henryk Hadasik (Unia Chorzów)                    | Tadeusz Zdunek (Start Lublin)                   | Jerzy Bek (Włókniarz Łódź)                              |
| 17. | 1954 | Nysa                    | Władysław Klabiński (Gwardia Warszawa)           | Marian Więckowski (CWKS Warszawa)               | Stanisław Królak (CWKS Warszawa)                        |
| 18. | 1955 | Kłodzko                 | Stanisław Królak (CWKS Warszawa)                 | Janusz Paradowski (Start Lublin)                | Grzegorz Chwiendacz (Górnik Mysłowice)                  |
| 19. | 1956 | Warszawa                | Janusz Paradowski (Start Lublin)                 | Stanisław Osiak (Start Lublin)                  | Henryk Łasak (Gwardia Warszawa)                         |
| 20. | 1957 | Niemodlin               | Stanisław Kamiński (Gwardia Warszawa)            | Zbigniew Głowaty (Włókniarz Niemodlin)          | Bernard Pruski (LZS Szczecin)                           |
| 21. | 1958 | Warszawa                | Andrzej Trochanowski (Legia Warszawa)            | Józef Czarnecki (niezrzeszony)                  | Zbigniew Głowaty (Włókniarz Niemodlin)                  |
| 22. | 1959 | Warszawa                | Eligiusz Grabowski (Gwardia Warszawa)            | Janusz Paradowski (Warszawianka)                | Jerzy Kubaszewski (Gwardia Warszawa)                    |
| 23. | 1960 | Wrocław                 | Bogusław Fornalczyk (LZS Zieloni)                | Zbigniew Głowaty (Włókniarz Niemodlin)          | Franciszek Przecinkowski (Stomil Poznań)                |
| 24. | 1961 | Poznań                  | Stanisław Gazda (Start Bielsko)                  | Wiesław Jarzębski (Flota Gdynia)                | Kazimierz Bednarczyk (Legia Warszawa)                   |
| 25. | 1962 | Łódź                    | Stanisław Wawrzko (KS Budowlani Łódź)            | Franciszek Surmiński (LKS Zarzewie Prudnik)     | Jan Ścibiorek (Społem Łódź)                             |
| 26. | 1963 | Sochaczew               | Adam Gruszka (AZS Siedlce)                       | Grzegorz Wiśniewski (Arkonia Szczecin)          | Janusz Janiak (LZS Ostrów Wielkopolski)                 |
| 27. | 1964 | Warszawa                | Czesław Polewiak (LZS Nowogard)                  | Zygmunt Kaczmarczyk (Gwardia Katowice)          | Marian Kegel (Lech Poznań)                              |
| 28. | 1965 | Gdynia                  | Czesław Polewiak (Flota Gdynia)                  | Marian Kegel (Legia Warszawa)                   | Tadeusz Zadrożny (LZS Mazowsze)                         |
| 29. | 1966 | Łódź                    | Czesław Polewiak (LZS Nowogard)                  | Franciszek Surmiński (LZS Opole)                | Roman Butkiewicz (LZS Szczecin)                         |
| 30. | 1967 | Szczecin                | Krzysztof Stec (Spójnia Lublin)                  | Czesław Mikołajczyk (Legia Warszawa)            | Franciszek Surmiński (LKS Zarzewie Prudnik)             |
| 31. | 1968 | Prudnik                 | Ryszard Szurkowski (Dolmel Wrocław)              | Krzysztof Stec (Legia Warszawa)                 | Franciszek Surmiński (LKS Zarzewie Prudnik)             |
| 32. | 1969 | Radom                   | Franciszek Surmiński (LKS Zarzewie Prudnik)      | Paweł Świderski (Spójnia Starosielce)           | Kazimierz Wilczek (Górnik Klimontów)                    |
| 33. | 1970 | Kędzierzyn              | Czesław Polewiak (Gryf Szczecin)                 | Stanisław Grabowski (LZS Mazowsze)              | Janusz Sekściński (Czarni Szczecin)                     |
| 34. | 1971 | Jelenia Góra            | Czesław Polewiak (Gryf Szczecin)                 | Ryszard Prill (Neptun Pruszcz Gdański)          | Andrzej Łabus (Dolnoślązak Jelenia Góra)                |
| 35. | 1972 | Jelenia Góra            | Witold Woźniak (Sarmata Warszawa)                | Andrzej Łabus (Dolnoślązak Jelenia Góra)        | Mieczysław Cielecki (Karolin Jaworzyna Śląska)          |
| 36. | 1973 | Jelenia Góra            | Józef Pytowski (Górnik Klimontów)                | Andrzej Jakubowski (Bug Wyszków)                | Witold Woźniak (Sarmata Warszawa)                       |
| 37. | 1974 | Jelenia Góra            | Czesław Polewiak (Gryf Szczecin)                 | Józef Pytowski (Górnik Klimontów)               | Mieczysław Cielecki (Karolin Jaworzyna Śląska)          |
| 38. | 1975 | Jelenia Góra            | Czesław Polewiak (Gryf Szczecin)                 | Zbigniew Ilski (LZS Czernica)                   | Józef Pytowski (Górnik Klimontów)                       |
| 39. | 1976 | Jelenia Góra            | Grzegorz Jaroszewski (Żyrardowianka)             | Andrzej Łabus (MZKS Jelenia Góra)               | Józef Pytowski (Górnik Klimontów)                       |
| 40. | 1977 | Szczecin                | Grzegorz Jaroszewski (Żyrardowianka)             | Ryszard Prill (Neptun Pruszcz Gdański)          | Krzysztof Kula (Pomorzanin Nowogard)                    |
| 41. | 1978 | Gdańsk Wrzeszcz         | Andrzej Mąkowski (Chemik Police)                 | Grzegorz Jaroszewski (Żyrardowianka)            | Mieczysław Cielecki (Karolin Jaworzyna Śląska)          |
| 42. | 1979 |                         | Grzegorz Jaroszewski (Żyrardowianka)             | Eugeniusz Piepka (Flota Gdynia)                 | Tadeusz Steinke (Polonia Piła)                          |
| 43. | 1980 |                         | Grzegorz Jaroszewski (Żyrardowianka)             | Andrzej Mąkowski (Chemik Police)                | Tadeusz Steinke (Polonia Piła)                          |
| 44. | 1981 | Jelenia Góra            | Grzegorz Jaroszewski (Żyrardowianka)             | Mieczysław Cielecki (Karolin Jaworzyna Śląska)  | Andrzej Mąkowski (Chemik Police)                        |
| 45. | 1982 | Szczecin                | Grzegorz Jaroszewski (Żyrardowianka)             | Andrzej Mąkowski (Chemik Police)                | Tadeusz Bator (Polonia Piła)                            |
| 46. | 1983 | Tomaszów Maz.           | Andrzej Mąkowski (Chemik Police)                 | Jan Antkowiak (Stomil Poznań)                   | Edward Piech (LKS POM Strzelce Krajeńskie)              |
| 47. | 1984 | Strzelce Krajeńskie     | Grzegorz Jaroszewski (Żyrardowianka)             | Jan Wiejak (Chemik Police)                      | Edward Piech (LKS POM Strzelce Krajeńskie)              |
| 48. | 1985 | Bieganów                | Grzegorz Jaroszewski (Żyrardowianka)             | Jan Wiejak (Prim Ełk)                           | Edward Piech (POM Strzelce Krajeńskie)                  |
| 49. | 1986 | Kielce                  | Grzegorz Jaroszewski (Żyrardowianka)             | Jan Wiejak (Prim Ełk)                           | Krzysztof Chrabąszcz (Korona Kielce)                    |
| 50. | 1987 | Żyrardów                | Grzegorz Jaroszewski (Żyrardowianka)             | Edward Piech (POM Strzelce Krajeńskie)          | Jan Wiejak (Prim Ełk)                                   |
| 51. | 1988 | Police                  | Edward Piech (POM Strzelce Krajeńskie)           | Grzegorz Jaroszewski (Żyrardowianka)            | Sławomir Barul (Start Tomaszów Mazowiecki)              |
| 52. | 1989 | Tomaszów Maz.           | Sławomir Barul (Start Tomaszów Mazowiecki)       | Edward Piech (POM Strzelce Krajeńskie)          | Andrzej Bycka (Bizon Bieganów)                          |
| 53. | 1990 | Straszyn                | Edward Piech (POM Strzelce Krajeńskie)           | Wojciech Kadrzyński (Chemik Police)             | Sławomir Barul (Start Tomaszów Mazowiecki)              |
| 54. | 1991 | Bieganów                | Sławomir Barul (Start Tomaszów Mazowiecki)       | Wojciech Kadrzyński (Bizon Bieganów)            | Robert Bondaryk (Bizon Bieganów)                        |
| 55. | 1992 | Warszawa                | Tadeusz Korzeniewski (Romet Wałcz)               | Sławomir Barul (Start Tomaszów Mazowiecki)      | Wojciech Kadrzyński (Bizon Bieganów)                    |
| 56. | 1993 | Wałcz                   | Sławomir Barul (Start Tomaszów Mazowiecki)       | Dariusz Gil (POM Strzelce Krajeńskie)           | Edward Piech (POM Strzelce Krajeńskie)                  |
| 57. | 1994 | Strzelce Krajeńskie     | Sławomir Barul (Opocznianka Opoczno)             | Tadeusz Korzeniewski (Romet Wałcz)              | Ireneusz Pacyniak (POM Strzelce Krajeńskie)             |
| 58. | 1995 | Opoczno                 | Sławomir Barul (Opocznianka Opoczno)             | Dariusz Gil (POM Strzelce Krajeńskie)           | Sławomir Frejowski (PKS Katowice)                       |
| 59. | 1996 | Nowogard                | Dariusz Gil (POM Strzelce Krajeńskie)            | Tadeusz Korzeniewski (Romet Wałcz)              | Sławomir Barul (Optex Opoczno)                          |
| 60. | 1997 | Gorzów Wielkopolski     | Dariusz Gil (POM Strzelce Krajeńskie)            | Tadeusz Korzeniewski (Romet Wałcz)              | Sławomir Frejowski (PKS Katowice)                       |
| 61. | 1998 | Ełk                     | Tadeusz Korzeniewski (Romet Wałcz)               | Dariusz Gil (POM Strzelce Krajeńskie)           | Marek Galiński (Optex Opoczno)                          |
| 62. | 1999 | Złoty Potok             | Tadeusz Korzeniewski (Polonia Piła)              | Dariusz Gil (POM Strzelce Krajeńskie)           | Radosław Czapla (Polonia Piła)                          |
| 63. | 2000 | Piła                    | Tadeusz Korzeniewski (Polonia Piła)              | Paweł Cierplikowski (Polonia Piła)              | Radosław Czapla (Polonia Piła)                          |
| 64. | 2001 | Zielona Góra            | Dariusz Gil (Bosman Strzelce Krajeńskie)         | Tadeusz Korzeniewski (Polonia Piła)             | Radosław Czapla (Polonia Piła)                          |
| 65. | 2002 | Słubice                 | Tadeusz Korzeniewski (Polonia Piła)              | Dariusz Gil (CCC Mat Piechowice)                | Radosław Czapla (Polonia Piła)                          |
| 66. | 2003 | Złoty Potok             | Dariusz Gil (Bonda Nowogard)                     | Tadeusz Korzeniewski (Bonda Nowogard)           | Marek Cichosz (Paged Scout Częstochowa)                 |
| 67. | 2004 | Strzelce Krajeńskie     | Dariusz Gil (Bonda Nowogard)                     | Mariusz Gil (LKS POM Strzelce Krajeńskie)       | Piotr Wysmyk (Optex Opoczno)                            |
| 68. | 2005 | Ełk                     | Dariusz Gil (Bonda Nowogard)                     | Tadeusz Korzeniewski (Bonda Nowogard)           | Piotr Wysmyk (Optex Opoczno)                            |
| 69. | 2006 | Słubice                 | Marek Cichosz (Paged Scout Częstochowa)          | Dariusz Gil (Paged Scout Częstochowa)           | Mariusz Gil (LKS POM Strzelce Krajeńskie)               |
| 70. | 2007 | Kozienice               | Marek Cichosz (Paged Scout Częstochowa)          | Dariusz Gil (LKS POM Strzelce Krajeńskie)       | Mariusz Gil (LKS POM Strzelce Krajeńskie)               |
| 71. | 2008 | Złoty Potok             | Mariusz Gil (LKS POM Strzelce Krajeńskie)        | Paweł Szczepaniak (LKS POM Strzelce Krajeńskie) | Marek Cichosz (Legia Warszawa)                          |
| 72. | 2009 | Górzyca                 | Paweł Szczepaniak (LKS POM Strzelce Krajeńskie)  | Marek Cichosz (Legia Warszawa)                  | Mariusz Gil (LKS POM Strzelce Krajeńskie)               |
| 73. | 2010 | Szczekociny             | Mariusz Gil (Baboco Revor)                       | Paweł Szczepaniak (LKS POM Strzelce Krajeńskie) | Marek Cichosz (Legia Felt 1928)                         |
| 74. | 2011 | Gościęcin               | Mariusz Gil (LKS POM Strzelce Krajeńskie)        | Marek Cichosz (Legia Felt 1928)                 | Andrzej Kaiser (Shimano Polska)                         |
| 75. | 2012 | Ełk                     | Mariusz Gil (LKS POM Strzelce Krajeńskie)        | Marek Cichosz (Legia Felt 1928)                 | Sławomir Pituch (Corratec Team)                         |
| 76. | 2013 | Koziegłowy              | Marek Konwa (Superior Brentjens MTB Racing Team) | Mariusz Gil (Kwadro-Stannah)                    | Andrzej Kaiser (Corratec Team Poznań)                   |
| 77. | 2014 | Bieganów                | Marek Konwa (Superior Brentjens MTB Racing Team) | Mariusz Gil (Kwadro-Stannah)                    | Andrzej Kaiser (Corratec Team Poznań)                   |
| 78. | 2015 | Bytów                   | Marek Konwa (Euro Bike Kaczmarek Electric Team)  | Mariusz Gil (Project Cross)                     | Kacper Szczepaniak (Agrochest Team)                     |
| 79. | 2016 | Lublin                  | Marek Konwa (Real 64sto Leszno MTB Team)         | Marceli Bogusławski (MTB Silesia Rybnik)        | Mariusz Gil (niestowarzyszony)                          |
| 80. | 2017 | Sławno                  | Marek Konwa (Volkswagen Samochody Użytkowe MTB)  | Mariusz Gil (Kaczmarek Electric MTB)            | Marceli Bogusławski (Volkswagen Samochody Użytkowe MTB) |
| 81. | 2018 | Koziegłowy              | Marek Konwa (Volkswagen Samochody Użytkowe MTB)  | Bartosz Mikler (MLUKS Victoria Jarocin)         | Patryk Kostecki (Domin Sport)                           |
| 82. | 2019 | Strzelce Krajeńskie     | Marek Konwa (Volkswagen Samochody Użytkowe MTB)  | Bartosz Mikler (MLUKS Victoria Jarocin)         | Patryk Kostecki (Domin Sport)                           |
| 83. | 2020 | Szczekociny             | Marek Konwa (UKS Krupiński Suszec)               | Patryk Kostecki (Domin Sport)                   | Bartosz Mikler (MLUKS Victoria Jarocin)                 |
| 84. | 2021 | Włoszakowice            | Marek Konwa (UKS Krupiński Suszec/Konwa Bike)    | Patryk Stosz (Voster ATS Team)                  | Adam Żuber (Mazowsze Serce Polski Cycling Team)         |
| 85. | 2022 | Gościęcin               | Marek Konwa (UKS Krupiński Suszec/Konwa Bike)    | Patryk Stosz (Voster ATS Team)                  | Paweł Bernas (JBG-2 CryoSpace)                          |
| 86. | 2023 | Zielona Góra - Drzonków | Marek Konwa (UKS Krupiński Suszec/Konwa Bike)    | Karol Ostaszewski (JBG-2 Cryospace)             | Szymon Pomian (GKS Cartusia)                            |
| 87. | 2024 | Słubice                 | Marek Konwa (Auto Skoda Mladá Boleslav)          | Brajan Świder (JBG-2 Cryospace)                 | Szymon Pomian (GKS Cartusia)                            |
| 88. | 2025 | Władysławowo            | Marek Konwa (Auto Skoda Mladá Boleslav)          | Filip Helta (KTM SGR MTB Team)                  | Ksawier Garnek (UKS Krupiński Suszec)                   |